# 고희준
고희준(高羲駿, 일본식 이름: 高島基다카시마 모토키, 1880년 11월 ~ ?)은 일제강점기에 친일 단체 국민협회 간부를 지냈고, 일제 말기에 태평양 전쟁 지원에 참여한 인물이다.

## 생애
경기도 경성부 출신이며, 본적은 경성부 황금정이다. 대한제국 시절부터 관료로 근무하여 거제군과 진남군, 충청남도 신창군의 군수를 지냈다. 거제 군수로 재직하는 동안 거제군 최초의 근대 교육 학교인 거제보통학교를 설립하기도 했다
고희준이 친일의 길을 걷기 시작한 것은 1909년 이용구의 일진회에 참가하면서부터이다. 그러나 그는 이듬해 이완용 계열의 국민연설회에 참가하면서 이용구와 결별하고, 이완용과 조중응 쪽으로 돌아섰다. 당시 같은 친일파인 이용구와 이완용은 “합방 청원 운동”을 놓고 경쟁 관계에 있었기 때문이다. 1910년 일진회가 해산된 뒤에는 정우회를 발기하여 참여했고, 그해 그는 연설을 통해 한일 병합의 당위성을 전달하는 국시유세단에도 가담했다.
그 뒤로 고희준은 일제 강점기 대부분을 국민협회 간부로 보냈다. 국민협회는 1920년 총독부가 민원식의 협성구락부를 개편하여 조직한 단체로, 그는 이 단체에서 활동하면서 1924년 조선총독부 기관지 《매일신보》에 3·1 운동 이후 고조되는 독립 운동 분위기를 무력화시키기 위한 〈독립이 실현되면 조선민족은 과연 행복할까〉는 논설을 싣는 등 친일 활동에 전념함으로써, 중추원에 포함되는 포상을 받기도 했다.
국민협회와 함께 보천교의 친일 단체인 시국대동단와 조선대아세아협회의 간부를 지냈으며, 1940년에는 창씨개명에 선도적인 역할을 맡아 《매일신보》에 창씨개명 광고를 싣기도 했다. 이 당시 그는 황민화 사상 전파를 위한 신도연구회와 조선인 자본가 중심의 친일 단체 동민회에도 직함을 갖고 있었다.

## 사후
- 2008년 민족문제연구소에서 친일인명사전에 수록하기 위해 정리한 친일인명사전 수록예정자 명단에 선정되었고, 2007년 대한민국 친일반민족행위진상규명위원회가 발표한 친일반민족행위 195인 명단에도 포함되었다.

## 같이 보기
- 일진회
- 정우회
- 국민협회
- 조선총독부 중추원

## 참고자료
- 친일반민족행위진상규명위원회 (2007년 12월). 〈고희준〉 (PDF). 《2007년도 조사보고서 II - 친일반민족행위결정이유서》. 서울. 912~935쪽쪽. 발간등록번호 11-1560010-0000002-10. [깨진 링크(과거 내용 찾기)]
- 전갑생 (2003년 7월 14일). “'친일파' 고희준 전 거제군수의 굴절된 삶 - 거제군수에서 창씨개명 선생까지”. 오마이뉴스. 2007년 10월 24일에 확인함.